# Minilimosina xestops
Minilimosina xestops är en tvåvingeart som beskrevs av Rohacek och Marshall 1988. Minilimosina xestops ingår i släktet Minilimosina och familjen hoppflugor.
Artens utbredningsområde är Florida. Inga underarter finns listade i Catalogue of Life.